# Patrick De Klerck
Patrick De Klerck (Blankenberge, 1 juni 1965) is een Belgische politicus voor Open Vld.

## Biografie
De Klerck haalde in 1987 een licentie in de Economische Geografie aan de universiteit van Gent en een jaar later een licentie in de Stedenbouw en Ruimtelijke Ordening. Nog een jaar later haalde hij een postuniversitair diploma Milieurecht en Milieusanering. Daarnaast behaalde in 1990 een getuigschrift City-marketing aan de K.U. Nijmegen en datzelfde jaar een getuigschrift management aan de Vlerick Management School. Hij werkte van 1993 tot 1995 als assistent aan de Gentse universiteit. Daarna ging hij als regio manager voor de Kamer van Koophandel werken, en ten slotte van 1997 tot 1999 als adviseur bij bouwbedrijf MVG. Vanaf 1999 ging hij werken als adviseur op het kabinet van Dirk Van Mechelen, wat hij tot in 2007 bleef.
De Klerck werd zelf politiek actief en was van 1994 tot 2007 provincieraadslid in West-Vlaanderen. Begin juli 2007 kwam hij voor de kieskring West-Vlaanderen in het Vlaams Parlement terecht als opvolger van Jean-Marie Dedecker, die bij de federale verkiezingen van 10 juni 2007 de overstap maakte naar de Kamer van volksvertegenwoordigers. Hij bleef Vlaams volksvertegenwoordiger tot juni 2009. Van 2018 tot 2024 was hij opnieuw provincieraadslid van West-Vlaanderen. In oktober 2024 werd hij niet herkozen in deze functie.
De Klerck was ook actief in de Blankenbergse gemeentepolitiek en werd voor het eerst verkozen bij de gemeenteraadsverkiezingen van oktober 2006. In januari 2007 werd hij schepen van ruimtelijke ordening, huisvesting en milieu onder burgemeester Ludo Monset, die aan een derde legislatuur begon. Volgens een afspraak aan het begin van de bestuursperiode gaf Monset tijdens de legislatuur zijn ambt door en werd De Klerck op 1 november 2011 burgemeester van Blankenberge. Op 1 juli 2017 gaf Patrick De Klerck zijn ambt door aan Ivan De Clerck, die tot dan voorzitter was van het OCMW in Blankenberge. Van 2017 tot 2018 was hij vervolgens terug schepen, bevoegd voor milieu, energie, openbare werken en landbouw. Na de gemeenteraadsverkiezingen van 2018 belandde Open Vld in Blankenberge in de oppositie. In augustus 2021 werd in Blankenberge na de goedkeuring van een constructieve motie van wantrouwen een nieuw college van burgemeester en schepenen geïnstalleerd, waarbij Open Vld terug in het gemeentebestuur kwam. Nadien werd De Klerck opnieuw schepen, met de bevoegdheden stedenbouw, ruimtelijke ordening, landbouw, mobiliteit en toerisme. Ditmaal bleef hij schepen tot in december 2024, om nadien weer als gemeenteraadslid te zetelen.
De Klerck was, als burgemeester, ook voorzitter van het kustburgemeesteroverleg. In december 2018 werd hij geograaf-planoloog bij de Vlaamse Overheid.